# Марсилия реснитчатая
Марсилия реснитчатая, ичи-ичи, или реснитчатый водный клевер, (лат. Marsilea villosa) — вид водных папоротников рода Марсилия, эндемик Гавайских островов. Встречается на островах Оаху, Молокаи и Ниихау.